# 中国人民解放军陆军合成第八师
合成第八师（英語：8th Combined Arms Division），又称“天山铁骑”，是中国人民解放军新疆军区下辖的一个合成师，驻新疆维吾尔自治区乌苏市。

## 历史概述
1942年10月，由原留守兵團直屬騎兵團、保安騎兵團、第三五九旅騎兵大隊合編而成，旅轄5個騎兵連，1個教導隊，共676人，駐防鄜縣葫蘆河地區。旅長康健民，政治委員朱子休（朱子修），副旅長孔令甫，政治部主任袁光，參謀長茹鵬九历经改革后为第八師，番號與建制保留至今。

## 沿革
参考来源：
| 部隊番號                 | 使用時期             |
| ------------------------ | -------------------- |
| 陕甘宁晋绥联防军骑兵旅   | 1942年10月-1945年9月 |
| 绥蒙军区骑兵旅           | 1945年9月-1948年9月  |
| 西北野战军第八纵队骑兵旅 | 1948年9月-1949年3月  |
| 骑兵第一师               | 1949年3月-1964年8月  |
| 陆军第八师               | 1964年8月-1985年11月 |
| 摩托化步兵第八师         | 1985年11月-2020年5月 |
| 合成第八師               | 2020年5月至今        |

## 被授予荣誉称号的单位
- 英雄侦察连：前第八师直属侦察连